# ナホル
ナホルは、旧約聖書の『創世記』に登場する人物。同名の人物が2人出てくる。
初代（セルグの子）は系譜上のみの存在でセムの子孫で、テラの父、アブラム（アブラハム）らの祖父にあたる。『創世記』の記述によれば、29歳のときテラを生み、その後息子や娘をもうけて148歳まで生きたという。
二代目（テラの息子）は初代の孫でアブラム（アブラハム）の兄弟、別の兄弟ハランの娘ミルカを妻として父テラのカナン行きの旅には同行せずにカルデアに残り、のちに彼の子孫がアラム・ナハライムで生活をしていた。二代目ナホルから見てイサクの妻リベカは孫、ヤコブの妻レアとラケルは曾孫とされる。